# World Dance Council
World Dance Council (WDC) je světovou autoritou pro profesionální tanec zahrnující World Competitive Dance Committee a World Social Dance Committee. World Dance Council Ltd, do 1. června 2006 známá jako World Dance & Dance Sport Council Ltd (WD&DSC), dříve International Council of Ballroom Dancing (ICBD), byla založena 22. září 1950 ve skotském Edinburghu.
Členem WDC jsou především "západní" státy a země ovlivněné západní (euroamerickou) kulturou. Českou republiku zastupuje Svaz učitelů tance.